# Salut romain

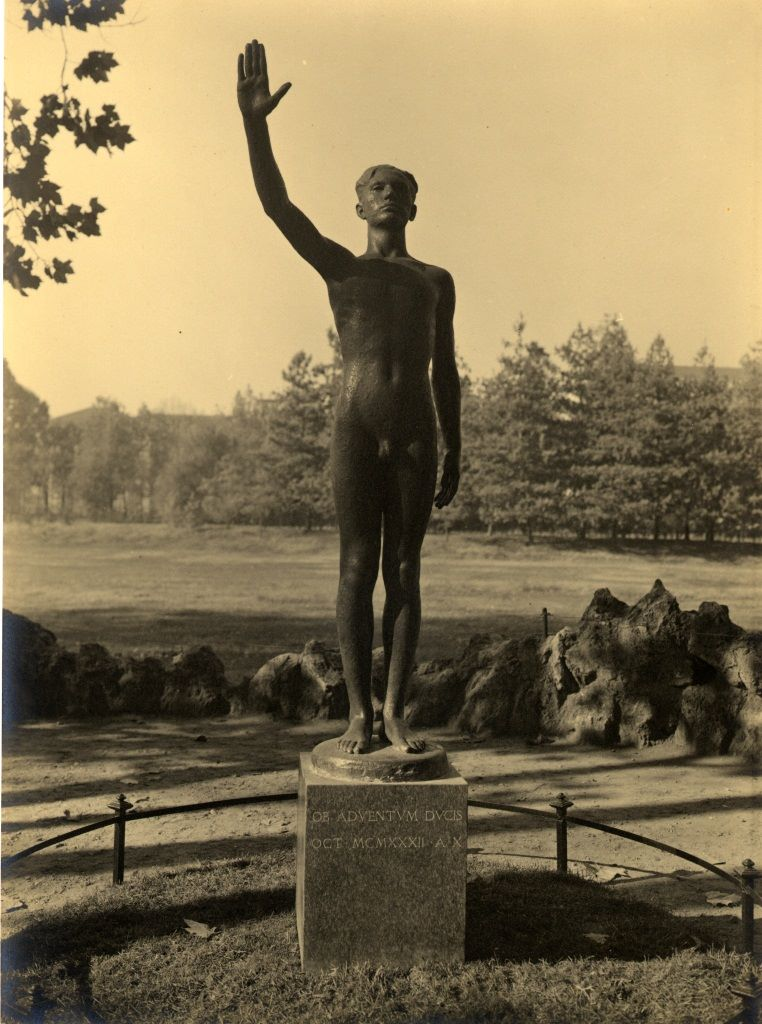
Monument du salut romain en 1932 (parc du Valentino, Turin, Italie).

Le salut romain est un salut exécuté par le bras tendu en face de soi, avec la paume de la main dirigée vers le sol et les doigts serrés entre eux. Aucune source antique n'attestant de son usage sous l'antiquité romaine, le salut romain est considéré comme une reconstitution pseudohistorique popularisée sous la Révolution française qui se construit en s'inspirant fortement de la République romaine. Il est alors figuré par des peintres tels que Jacques-Louis David puis est largement repris dans d'autres œuvres néo-classiques, et trouve une importante postérité au cinéma dans les péplums.
Fin du XIXe siècle, cette signification républicaine du geste est reprise par Francis Bellamy avec le salut de Bellamy pour accompagner le serment d'allégeance au drapeau des États-Unis. Au début du XXe siècle, il devient un symbole de l'homme nouveau en accompagnant le serment olympique lors des Jeux olympiques. Parallèlement, Gabriele D'Annunzio fait brièvement de ce geste un symbole du nationalisme italien lors de la Régence italienne du Carnaro ; geste qui est repris par Benito Mussolini pour son parti fasciste et qui devient le salut fasciste.

## Usage antique inconnu

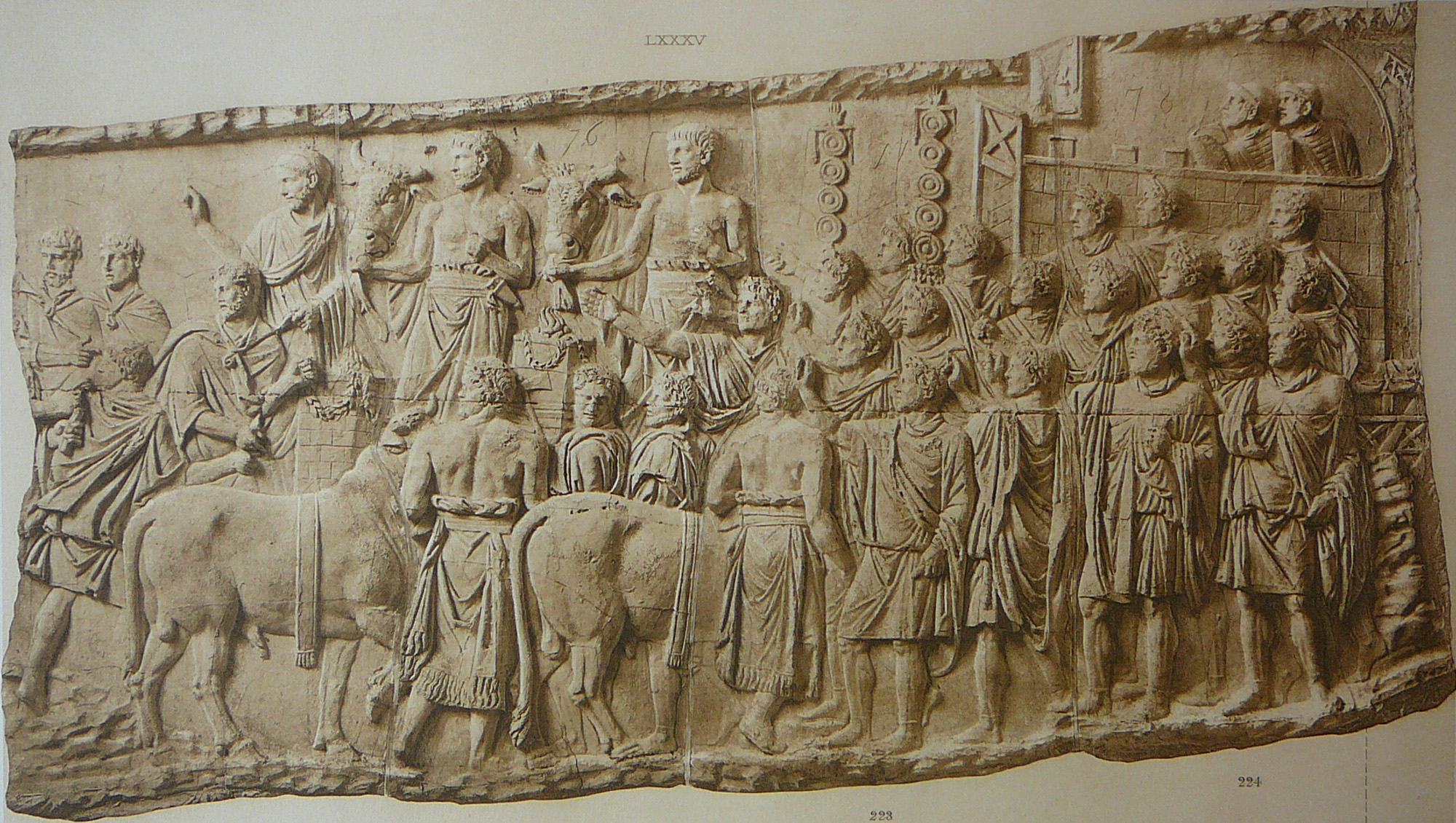
Colonne de Trajan, Plaque LXII. Spectateurs levant le bras pour acclamer leur imperator.

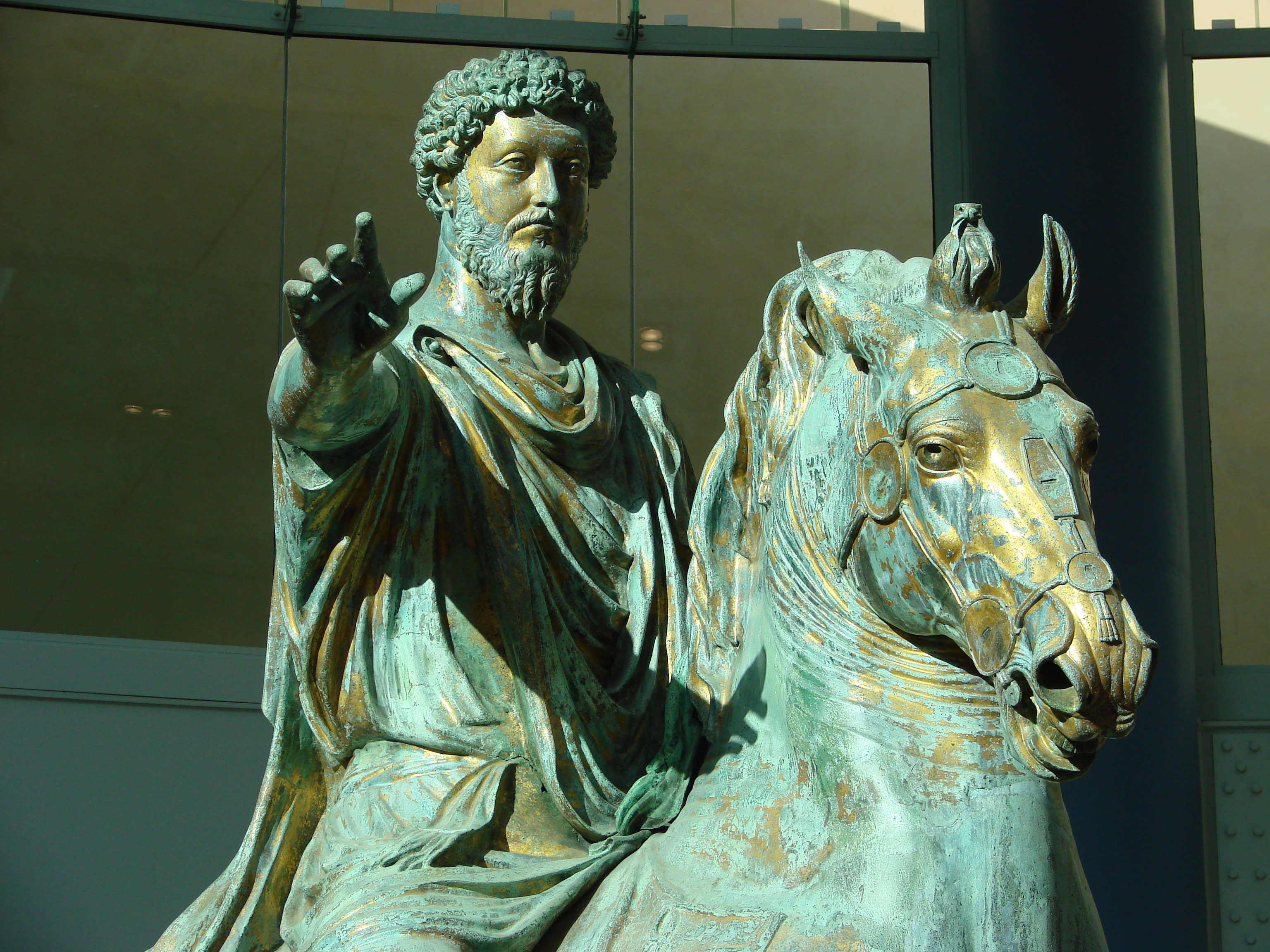
Salut de Marc Aurèle.

Si le fait de lever un bras avec la paume ouverte vers l'avant est une forme de salut attestée couramment dans le monde méditerranéen durant l'Antiquité, ce geste de tendre le bras avec la paume vers le sol, comme pour faire un serment, ne se retrouve comme marque de salut dans aucun texte romain et aucune œuvre d'art romain que ce soit la monnaie, la sculpture ou la peinture. De fait, il est inconnu de la gestuelle des Romains, tant sous la République, que sous l'Empire,,. Par exemple, dans l'un des monuments iconographiques les plus complets du militarisme et de l'impérialisme romains, la colonne de Trajan, construite à Rome en 113 après J.-C., il n'y a pas un seul geste qui s'apparente à un salut romain.
Des gestes bras tendus existent dans l'Antiquité, comme celui des hommes militaires puissants honorant leur troupe et la posture de l'harangueur mais ce ne sont pas des saluts romains. Il existe aussi des représentations de gestes paume levée et coude plié, en signe de salutation - un peu comme une vague moderne. Les militaires romains ont aussi pour habitude de se saluer en frappant le côté gauche de leur plastron ou lorica avec leur poing droit fermé . Selon Giuseppe Antonio Borgese, ce geste était celui des esclaves qui ainsi montraient à leurs maîtres qu'ils étaient désarmés.

## Une invention moderne liée à la Révolution française

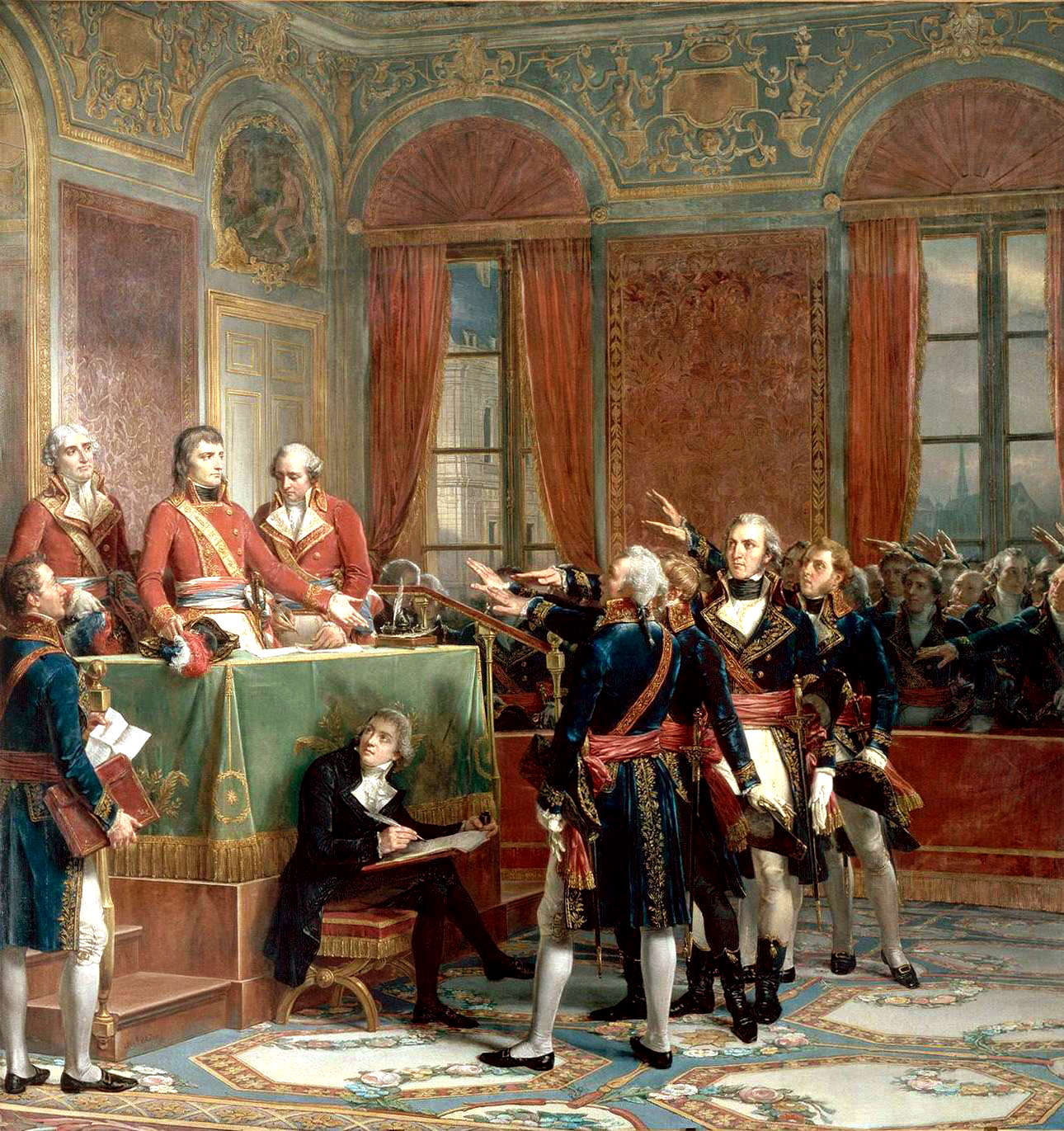
Tableau d'Auguste Couder intitulé Installation du Conseil d'Etat, 1799.

Ce geste est inventé lors de la mode du retour à l'Antique au XVIIIe siècle, à l'époque de la Révolution française où les républicains révolutionnaires conçoivent leur politique comme une renaissance de la République romaine. Les tableaux du peintre français Jacques-Louis David en sont des exemples classiques avec le Serment du jeu de paume et surtout Le Serment des Horaces de 1785 qui montre les trois frères patriotes Horaces prêtant serment de défendre la république contre une attaque de la ville rivale d'Albe au début de l'histoire romaine. Plus tard en 1859, Jean-Léon Gérôme reprend ce geste dans son tableau Ave Caesar, morituri te salutant. Ainsi, l'art néoclassique français conduit à considérer cette forme de serment — et non de salut — comme un usage de la Rome antique,.
Parmi les occurrences ultérieures se trouvent un film de 1897 de 50 secondes produit par les Frères Lumière et une sculpture de François Siccard, datant de 1921, qui se situe au Panthéon de Paris. Cette sculpture, intitulée La Convention nationale, conserve la signification républicaine française du salut romain — bien qu'elle soit postérieure de deux ans à l'adoption du salut par les fascistes italiens. Suivant l'exemple français, le salut est adopté par d'autres républiques, y compris par les États-Unis sous une forme initiée en 1893 à l'exposition universelle de Chicago qui prend le nom de salut de Bellamy.
Aux XXe et XXIe siècles, cette idée pseudohistorique de salut romain antique est perpétuée par nombres d'œuvres culturelles, notamment les péplums, dans le but de critiquer les pouvoirs autoritaires. Au XXIe siècle, le salut romain est instrumentalisé par l'extrême-droite des pays occidentaux pour invalider les accusations de fascisme.

Jacques-Louis David, Le Serment des Horaces, 1785.
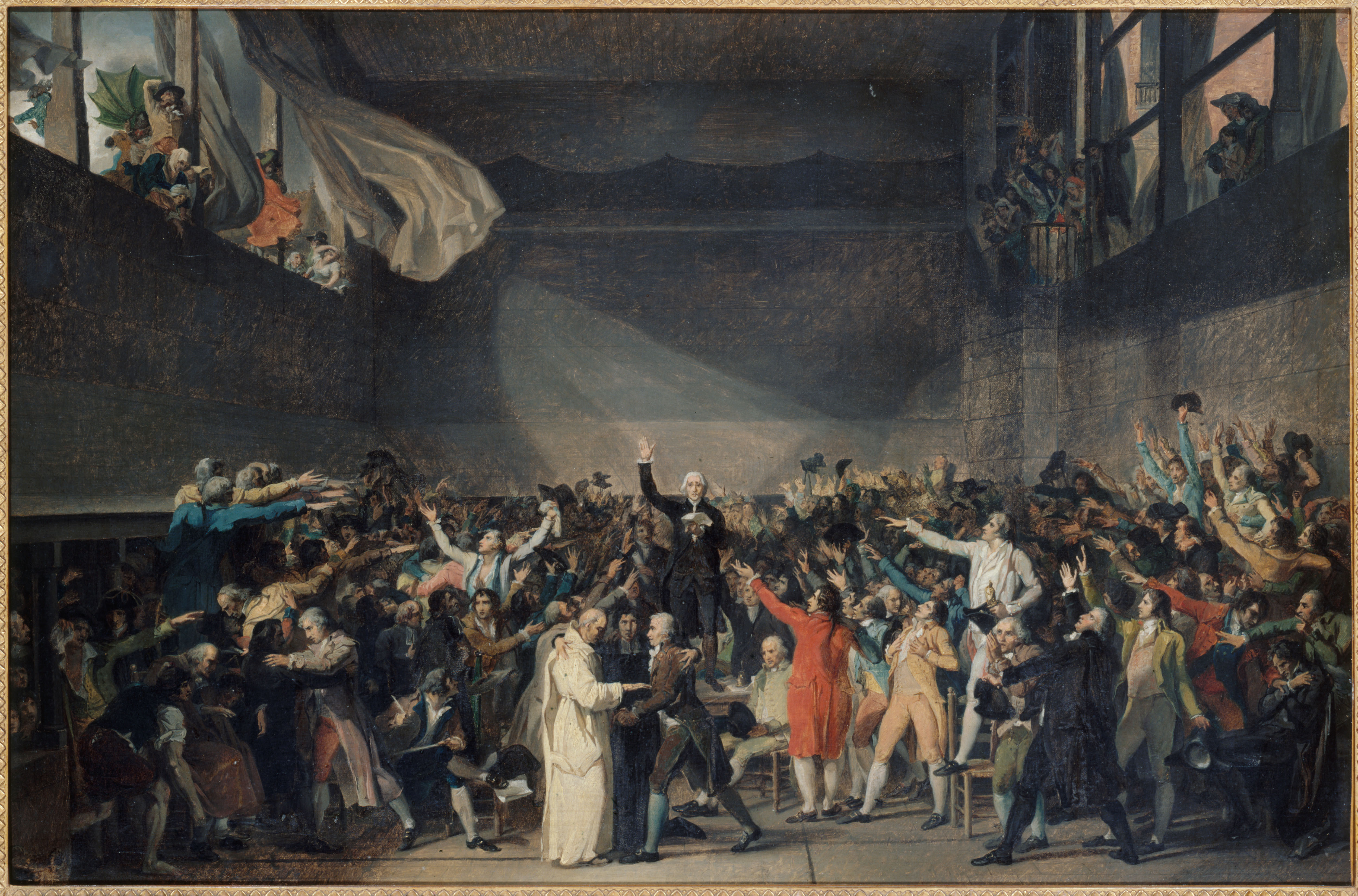
Jacques-Louis David, Le Serment du Jeu de paume, 1792.
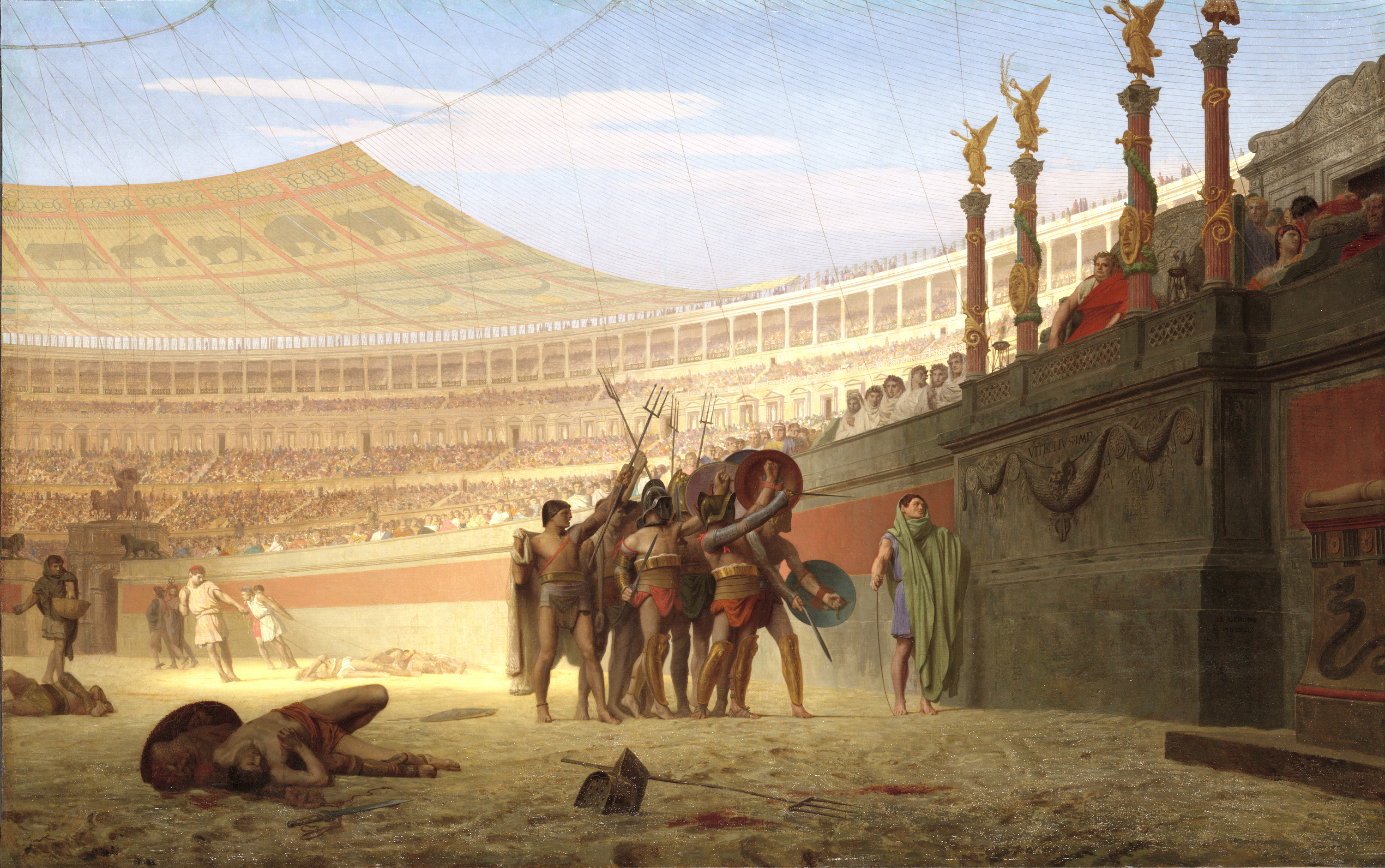
Jean-Léon Gérôme, Ave Caesar, morituri te salutant, 1859
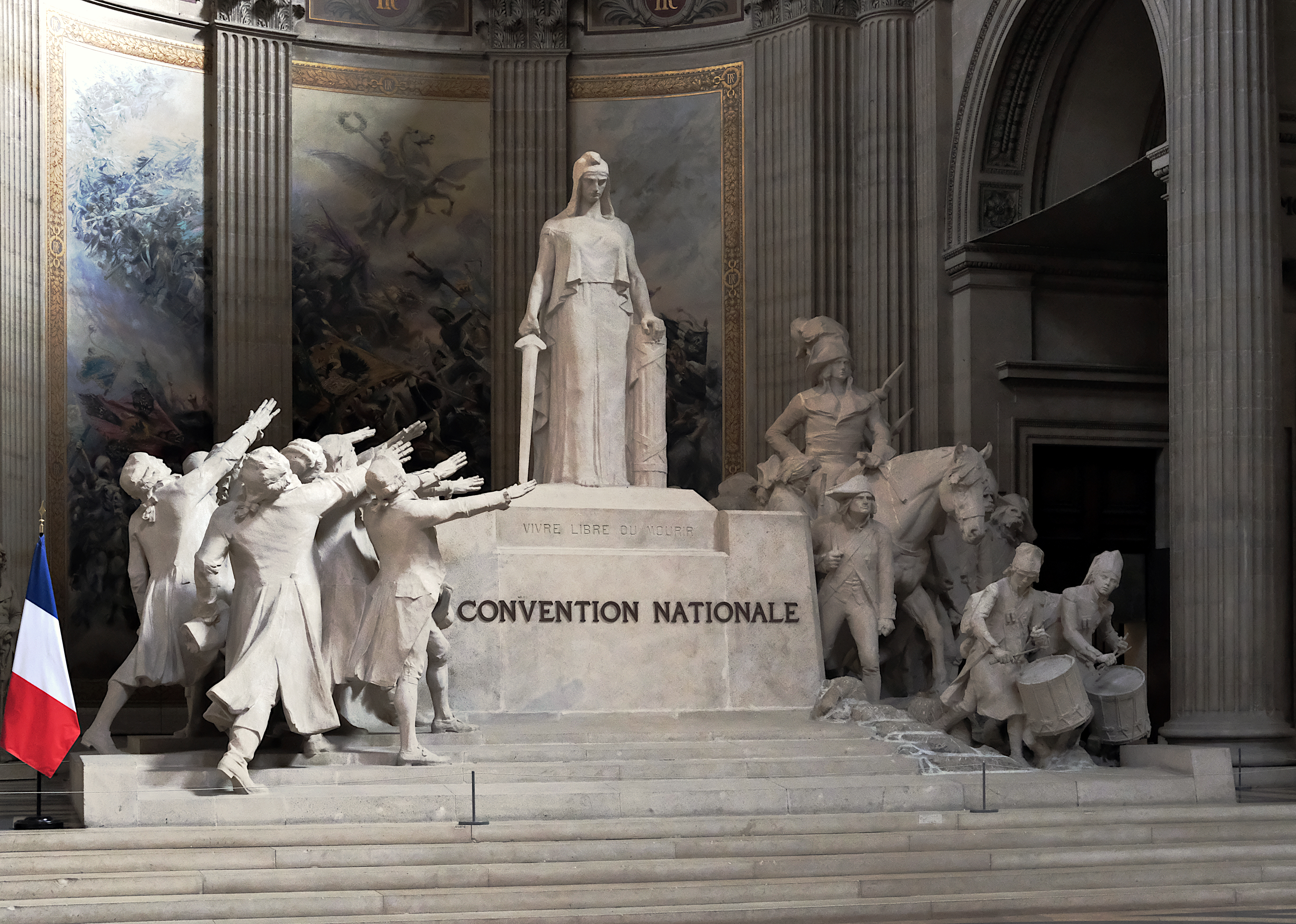
Sculpture La Convention nationale de François Sicard au Panthéon de Paris, 1921.

## Nationalisme italien

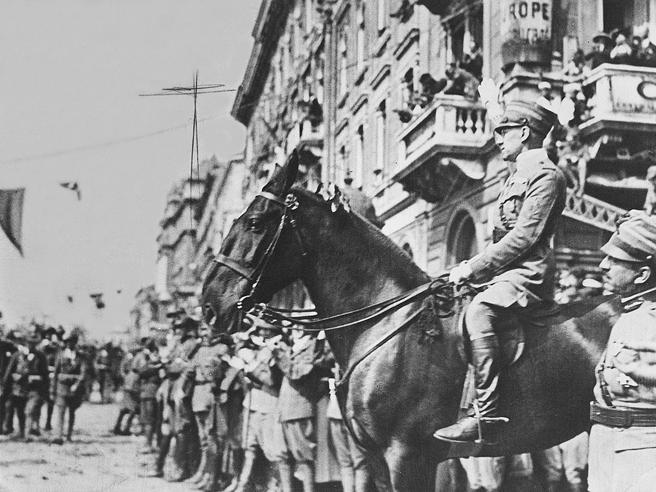
Gabriele d'Annunzio faisant le salut romain à Fiume en 1920.

En Italie, le salut romain est dès le début du XXe siècle inextricablement associé à la politique nationaliste d'extrême droite. Le poète Gabriele D'Annunzio, profondément immergé dans les mondes de la Grèce et de la Rome antiques, écrit de nombreux poèmes et pièces de théâtre inspirés par ce thème dont un péplum muet en 1914, Cabiria, qu'il coscénarise. Se déroulant dans la Rome antique à l'époque de la deuxième guerre punique, le film offre de nombreuses occurrences du salut romain. Également militaire et nationaliste, D'Annunzio est à l'origine de la politisation du geste en 1919 à Rijeka, appelée Fiume en italien, une ville située sur la côte adriatique de la Croatie qui compte à l'époque une importante population italienne. D'Annunzio, avec une armée d'anciens combattants italiens de la première guerre mondiale, annexe la ville pour établir ce qu'il appelle la Régence du Carnaro. Au cours de la brève existence de cette cité-État, D'Annunzio établit un certain nombre de symboles et de gestes qu'il prétend dérivés de la Rome antique : cri de guerre alalà prétendument d'origine romaine, armée nommée légionnaires et salut romain, bras tendu pensé comme un symbole de serment. Selon l'historien Martin M. Winkler (de), D'Annunzio se serait modelé sur Jules César. Repris par Benito Mussolini quand il fonde le parti fasciste en 1919, le salut romain devient le salut fasciste,.

## Reprises du salut romain

### Salut fasciste

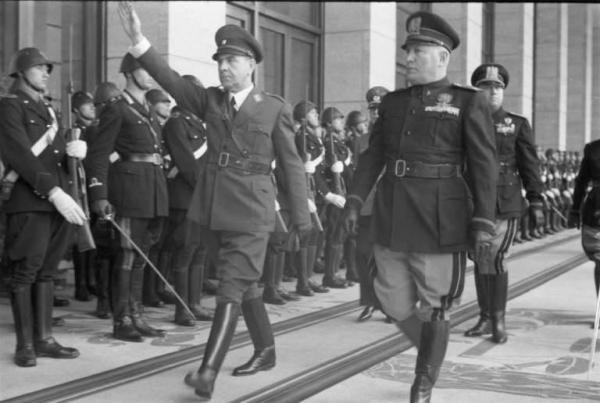
Salut fasciste sous le régime de Mussolini.

Lorsque Benito Mussolini fonde le mouvement fasciste italien en 1919, il adopte une grande partie du symbolisme classique inventé par D'Annunzio lors de la Régence de Carnaro, dont le salut romain. Arrivé au pouvoir en 1922, il en fait un symbole officiel de sa dictature fasciste. Le salut romain devient un signe de reconnaissance, d'appartenance et de respect de l'autorité mais aussi un rappel de la puissance historique de l'Italie antique. Pour cette raison, ce geste sera également nommé « salut fasciste »,.
Dans la même logique, il est repris par le parti national-socialiste des travailleurs allemands dans les années 1920, où il devient obligatoire pour ses membres en 1926, puis par le régime nazi, d'où ses appellations « salut nazi » et « salut hitlérien ». Irrémédiablement associé au nationalisme d'extrême droite, il est aussi repris par d'autres mouvements fascistes comme le Régime du 4-Août en Grèce, les Franquistes en Espagne, la British Union of Fascists en Grande Bretagne et Jacques Doriot en France,.
Après-guerre et jusqu'au XXIe siècle, il est utilisé avec ses variantes par les mouvements néofascistes. Pour cette raison, l'usage de ce salut est aujourd'hui puni par la loi en Allemagne, en Autriche, et en Italie.

### Salut olympique

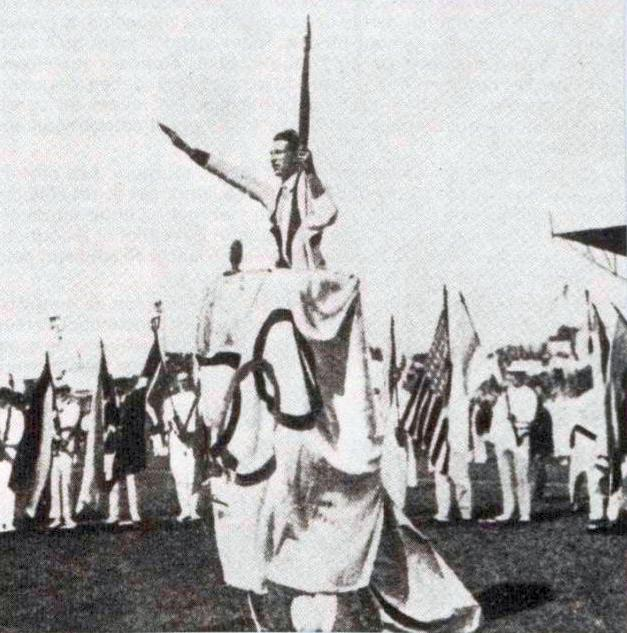
L'athlète Géo André prêtant le serment olympique aux JO de Paris en 1924.

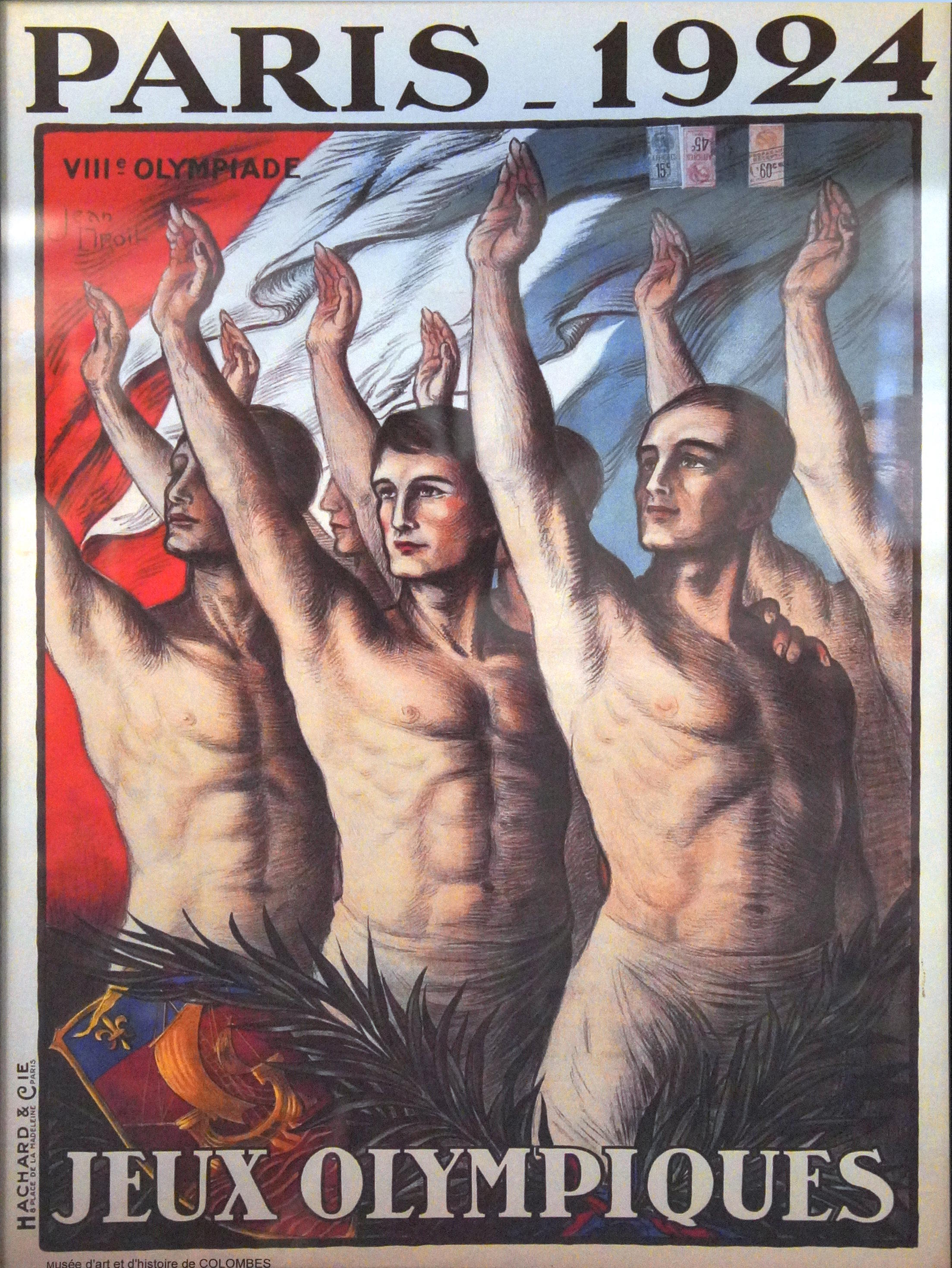
Le Salut olympique sur une affiche pour les Jeux olympiques d'été de 1924.

Dans une idée de revaloriser le corps de l'homme nouveau en se fondant sur le passé mythifié de l'Antiquité grecque et romaine — une idée en vogue chez les élites européennes de l'époque  —, Pierre de Coubertin reprend le salut romain comme salut olympique pour les athlètes des Jeux olympiques — sous la forme bras droit replié puis tendu sur le côté — à partir des Jeux d'Anvers en Belgique en 1920, date où il est adopté par les athlètes du groupe sportif de l'armée française, le bataillon de Joinville, et connu alors aussi sous le nom de « salut de Joinville ».
Le 3 septembre 1946, la commission exécutive du Comité international olympique (CIO), à la demande de M. Poplimont, du comité olympique belge, décide que le salut olympique, lors des manifestations d’ouverture des Jeux (1924, 1928, 1932, 1936), est changé « afin d’éviter toute confusion avec d’autres saluts de triste mémoire ». En raison de sa ressemblance au salut nazi, le salut olympique est donc abandonné après la Seconde Guerre mondiale.

### Salut de Bellamy

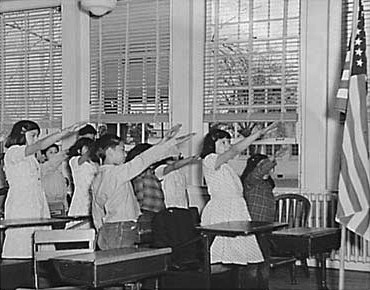
Écoliers aux États-Unis prêtant allégeance au drapeau, en 1941.

Dès 1892, le salut de Bellamy est proposé par Francis Bellamy pour accompagner le Serment d'allégeance au drapeau des États-Unis dont il est l'auteur et commémorer les 400 ans de la découverte de l'Amérique. Il se fonde pour cela sur la signification républicaine française du geste. Alors qu'il n'y pas de liens idéologiques avec le fascisme et le nazisme, à cause de la ressemblance avec les saluts fascistes, le salut de Bellamy est officiellement remplacé par la main sur le cœur quand le Congrès américain amende le Flag Code le 22 décembre 1942,.